# Protea cryophila
Protea cryophila är en tvåhjärtbladig växtart som beskrevs av Harry Bolus. Protea cryophila ingår i släktet Protea och familjen Proteaceae. Inga underarter finns listade i Catalogue of Life.